# Буда-Кошельовський район
Буда-Кошельовський район (біл. Буда-Кашалеўскі раён) — адміністративна одиниця на північному сході Гомельської області. Адміністративний центр — місто Буда-Кошельово.

## Географія
Площа району становить 1 594,50 км². На північному заході район межує із Рогачовським районом, на північному сході — з Чечерським, на заході — з Жлобінським (частково границя проходить по Дніпру), на півдні — з Речицьким і Гомельським, на сході — Вєтківським районом.
Основні річки — Дніпро та Уза.

## Історія
До 1861 року село Буда входила до складу Кошельовської волості Рогачевського повіту. Район з нинішньою назвою був утворений 17 липня 1924 року.

## Демографія
Населення району — 43,1 тис. осіб (10-і місце), у тому числі в міських умовах проживають 12,3 тис. осіб. Усього в районі 244 населених пункту, у тому числі місто Буда-Кошельово, міське селище Уваровичі, 19 сільрад і 1 селищна рада.

## Визначної пам'ятки
Меморіальний комплекс у центрі Буда-Кошельово 
Близько 200 солдатів і офіцерів, що загинули в боях за звільнення Буда-Кошелевського району, поховані в братській могилі в центрі районного міста. Останнім часом всі могилки й братська могила стала меморіальним комплексом. Тут проходять всі районні патріотичні заходи.